# Ленинский (Калужская область)
Ле́нинский — село в Козельском районе Калужской области. Входит в состав сельского поселения «Село Чернышено».

## География
Село находится на расстоянии 28 км к югу от города Козельск, административного центра района.

## Население
| 2002 | 2010 |
| ---- | ---- |
| 8    | ↗9   |

## Улицы
В селе имеется одна улица — Майская.